# San Bartolomé Jocotenango
San Bartolomé Jocotenango est une ville du Guatemala dans le département du Quiché.